# Karl Henriksson (politiker)
Karl Henriksson, född 2 september 1970 i Stockholm, är en svensk politiker som representerar Kristdemokraterna. Han är civilekonom och sedan 2015 kommunalråd i Huddinge kommun och ordförande i förskolenämnden.

## Politisk gärning
Karl Henriksson tog den 1 januari 2015 över som kommunalråd och gruppledare för Kristdemokraterna i Huddinge kommun efter Tomas Hansson. Han blev samtidigt ordförande i förskolenämnden  efter Jelena Drenjanin (M).
Henriksson har varit ledamot i kommunfullmäktige i Huddinge sedan 2002. Han var ordförande i äldreomsorgsnämnden 2006-2010, därefter 1:e vice ordförande. Under Henrikssons tid som ordförande i äldreomsorgsnämnden infördes en värdighetsgaranti för äldreomsorgen och ett valfrihetssystem för hemtjänsten och byggandet av flera nya äldreboenden inleddes.
År 2010 valdes Karl Henriksson in som ledamot i landstingsfullmäktige i Stockholms län. 2011-2014 var han ordförande i landstingets färdtjänst- och tillgänglighetsberedning. Sedan 2014 är han Kristdemokraternas gruppledare i landstingets trafiknämnd, som ansvarar för all kollektivtrafik i länet. Exempel på frågor som Karl Henriksson drivit är nya pendelbåtslinjer på Saltsjön och Mälaren, linbanor, internet i kollektivtrafiken och utbyggd tunnelbana och spårväg. Han har också fått uppmärksamhet för satsningar på alkolås i tunnelbanan och SL-biljetter för hemlösa. Från och med 2015 är han ordförande i landstingets beredning för trafikplanering.
År 2012-2015 var Karl Henriksson ordförande för Kristdemokraterna i Stockholms län. Han efterträdde Malin Appelgren och efterträddes av Maria Fälth.

## Biografi
Karl Henriksson är uppvuxen i Skogås och Trångsund i Huddinge kommun. År 1993 tog han civilekonomexamen vid Stockholms universitet, som kompletterats med studier i bland annat medie- och kommunikationsvetenskap och religionshistoria.
År 1995 valdes Karl Henriksson till ordförande för Helgelseförbundets Ungdom (HFU). I samband med att Helgelseförbundet/Fribaptistsamfundet och Örebromissionen bildade Nybygget – Kristen samverkan (sedermera Evangeliska Frikyrkan) 1 januari 1997 valdes han till förste ordförande i det nybildade samfundets ungdomsförbund Nybygget Ung.
Karl Henriksson har översatt Stephen R Lawheads Albion-trilogi, som inleds med Paradiskriget.
Han är svåger till Emma Henriksson.